# 魔女がいっぱい
『魔女がいっぱい』（まじょがいっぱい、原題：The Witches）は、2020年制作のアメリカ合衆国のホラー・ファンタジー映画。
ロアルド・ダール作の同名児童文学作品をロバート・ゼメキス監督、アン・ハサウェイ主演で映画化した。

## あらすじ
両親を事故で亡くし、おばあちゃんに引き取られた少年。おばあちゃんは魔女に詳しく、少年に魔女の恐ろしさや人間になりすました魔女の見分け方などいろいろなことを教えてくれた。そんなある日、おばあちゃんと一緒に豪華なホテルに泊まった少年は、偶然にも魔女たちの集会を目撃してしまい、彼女たちの恐ろしい計画を知ることに。ところが少年は魔女たちを従える大魔女グランド・ウィッチに見つかり、ネズミの姿に変えられてしまう。それでも少年とおばあちゃんは諦めず魔女たちと対峙することを決意するのであった。

## キャスト
※括弧内は日本語吹替声優。
- 大魔女（英語版）：アン・ハサウェイ（朴璐美）
- おばあちゃん：オクタヴィア・スペンサー（斉藤こず恵）
  - 若い頃のおばあちゃん：ミランダ・サルフォ・ペプラ（松本沙羅）
- ミスター・ストリンガー：スタンリー・トゥッチ（岩崎ひろし）
- ヒーローボーイ：ジャジール・ブルーノ（田村睦心）
  - 年上のマウス：クリス・ロック（声）（高木渉）
- メアリー / デイジー：クリスティン・チェノウェス（声）（伊瀬茉莉也）
- ブルーノ・ジェンキンズ：コディ＝レイ・イースティック（冨田泰代）
- レジナルド：ブライアン・ボベル（佐々木祐介）
- ジェンキンス氏：チャールズ・エドワーズ（菊池康弘）
- ジェンキンス夫人：モルガーナ・ロビンソン（恒松あゆみ）
- ゼルダ：ジョゼッテ・サイモン（きそひろこ）
- コンスウェラ：ユージーニア・カルーゾ（柚木尚子）
- エスメラルダ：アナ=マリア・マスケル（村松凪）
- サオワールス：オーラ・オルーク（和優希）
- 副料理長：サイモン・マニョンダ
- シェフ：フィリップ・スポール（堀総士郎）
- レイモンド : ジョナサン・リヴィングストン (内野孝聡)
- アリスの父 : ソボワーレイ・アントニオ・バンブーシェ (松川裕輝)
- アリスの母 : ヴィヴィアン・アチャンポン (田村千恵)
- サマンサ : アナ=マリア・マスケル (木村涼香)
- その他の日本語吹き替え - おまたかな/藤井隼/佐久間元輝/三重野帆貴

## 評価
レビュー・アグリゲーターのRotten Tomatoesでは183件のレビューで支持率は49%、平均点は5.50/10となった。Metacriticでは31件のレビューを基に加重平均値が47/100となった。

## 備考
- 本作の撮影中の2019年6月19日、イギリス・リーブスデンにあるワーナー・ブラザースのスタジオでクルー同士がケンカになり、男性クルーがナイフで首を刺されるという事件が発生した[11]。
- アメリカでは、当初2020年10月9日に劇場公開する予定だったが、ワーナー・ブラザースは新型コロナウイルスの影響により、劇場公開を断念し、ワーナーメディア傘下の動画配信サービス「HBO Max」での配信に切り換えると同年10月2日に発表した。海外では劇場公開を行う方向で調整している[1]。
- アン・ハサウェイ演じる大魔女の手先の指は3本しかない設定となっているが、この事が手の先天異常である「欠指症」を連想させ、「同じような手を持つ子どもを含め、腕や手足に違いを持つ人たちの気持ちを傷つける」として、本作公開後に身体障害者や国際パラリンピック委員会などから批判を受けた[12][13][14]。それらを受け、ワーナー・ブラザースは直ちに謝罪声明を発表し、「原作に描かれている『猫のような鋭い爪』を、この映画のために再解釈してデザインしたが、決して身体的障害を持つ人を表現するつもりではなかった」と釈明した[13][14]。